# Одностатеві сім'ї

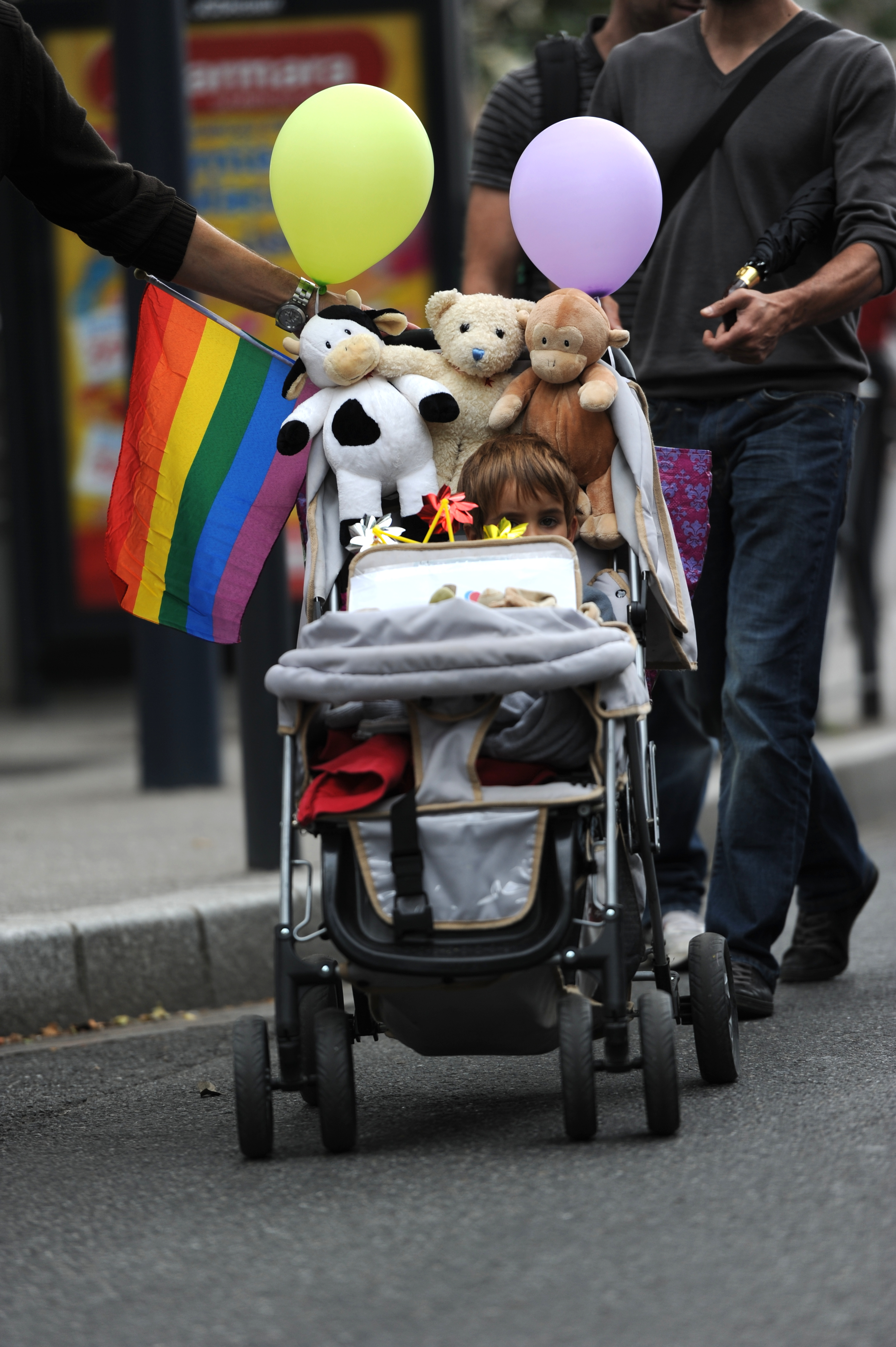
Дитячий візок з веселковим прапором, Тулуза, Франція, 2011

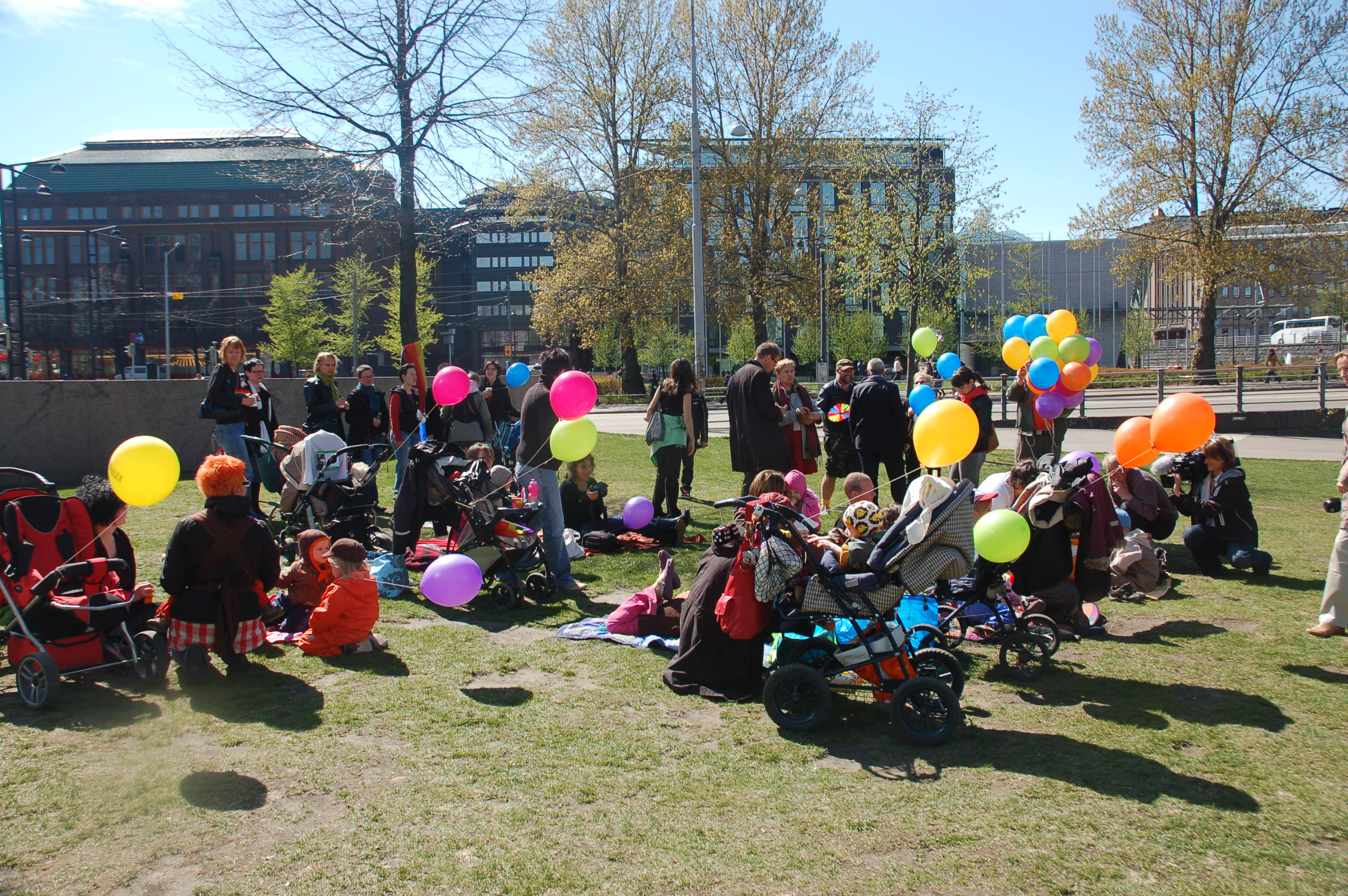
Пікнік одностатевих сімей у Фінляндії, травень 2009

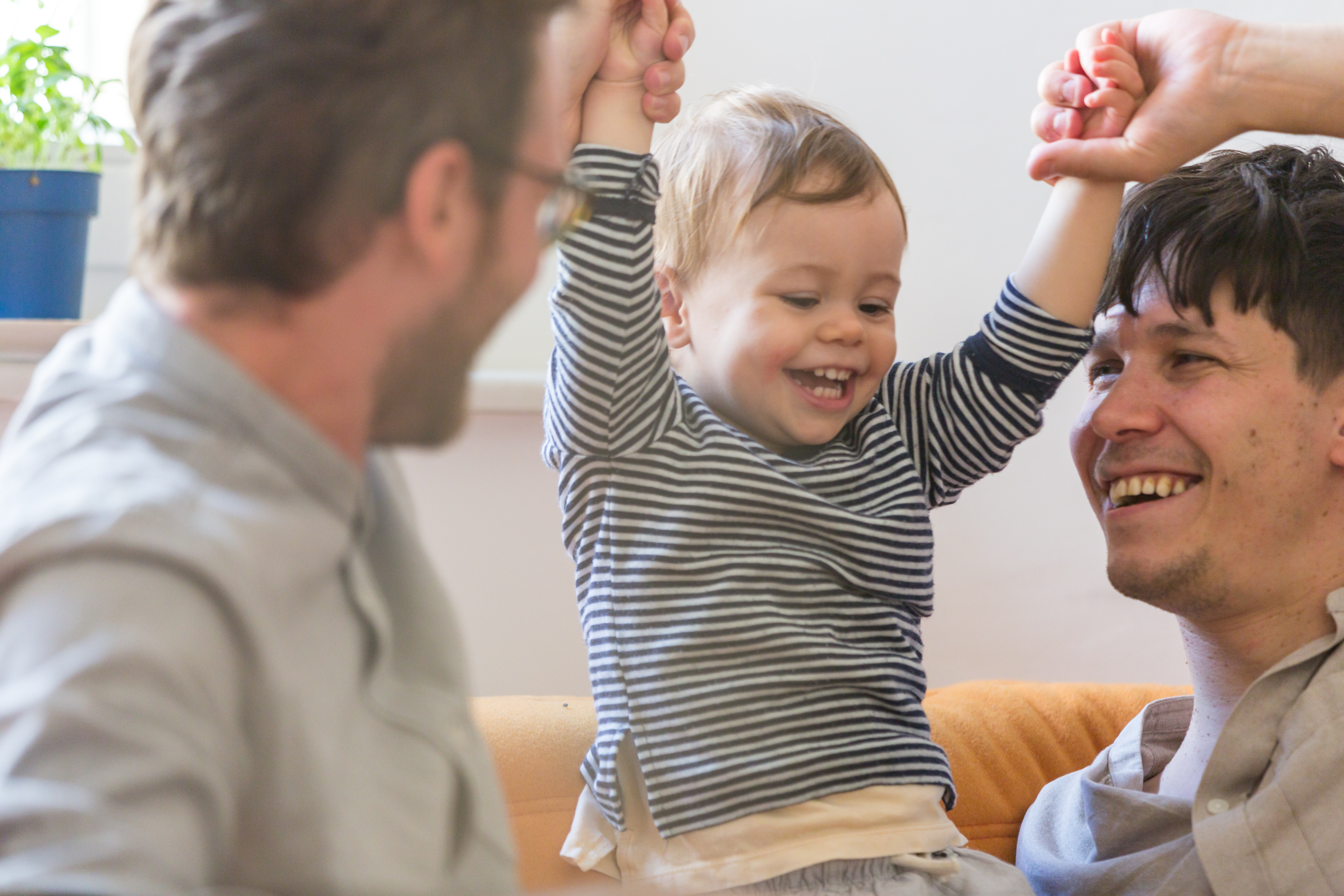
Гей-пара з дитиною в парку

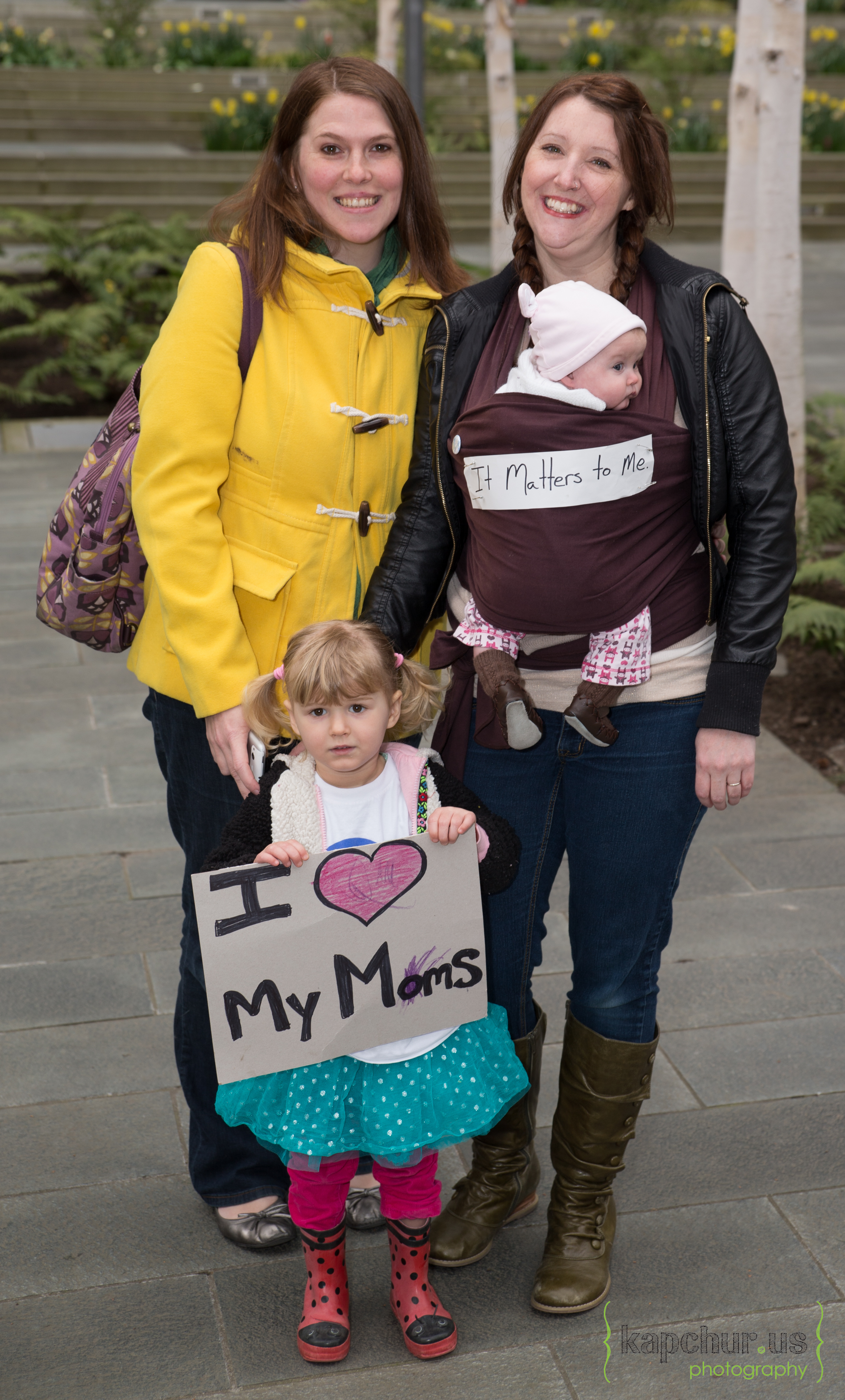
Лесбійська пара з дітьми

Одностатева сім'я — сім'я (з дітьми), утворена двома особами однієї статі (двома чоловіками або двома жінками). Слід розрізняти поняття одностатевого шлюбу (або іншої форми зареєстрованого одностатевого союзу) і фактичної одностатевої сім'ї з дітьми. Поява терміна «веселкова родина» пов'язане з веселковим прапором — символом міжнародного ЛГБТ-руху.

## Шляхи появи дітей в одностатевих сім'ях
На відміну від гетеросексуальних сімей поява дитини в одностатевій сім'ї практично завжди є свідомим кроком і пов'язано з ухваленням багатьох рішень. Одним з таких рішень, наприклад, може бути рішення про те, хто з жінок у лесбійській парі буде виношувати дитину і яку роль буде виконувати її біологічний батько.
Існує кілька можливостей появи дітей в одностатевих сім'ях. З одного боку, це діти, народжені від попередніх гетеросексуальних стосунків. При цьому, другий біологічний батько чи мати залишається за межами одностатевої сім'ї. Останнім часом збільшується кількість одностатевих сімей, в яких діти народжуються і виховуються безпосередньо вже в цій родині за бажанням обох партнерів. При цьому ставлення до другого біологічного батька або мати може бути абсолютно різним — від повної відсутності контактів до регулярної участі в житті і вихованні дитини.
Умови появи та виховання дітей у чоловічих і жіночих парах розрізняються внаслідок відмінності можливостей по здійсненню батьківства. Чоловічі пари можуть завести дитину лише за участі жінки, яка готова виносити і народити дитину. Крім природного зачаття це можливо здійснити із залученням сурогатної матері, що не завжди можливо внаслідок існування різних правових регламентів щодо сурогатного материнства в різних країнах. Таким чином, чоловічі пари найчастіше змушені вдаватися до усиновлення або взяття дітей під тимчасову опіку. Жіночі пари мають більше можливостей завести дитину, використовуючи донорську сперму або скориставшись послугами штучного екстракорпорального запліднення (ЕКО). Нерідко геї та лесбійки вирішують завести і спільно виховувати дитину, іноді такі «квір-сім'ї» утворюються між двома парами — чоловічою та жіночою.

## Наукові дослідження і громадські дискусії
Виховання дітей одностатевими парами, а також можливість дозвіл таким парам усиновлення дітей або отримання ними права користуватися послугами штучного запліднення і сурогатного материнства є предметом наукових і громадських дискусій. Існують різні дослідження, якими апелюють як противники, так і прихильники батьківських прав ЛГБТ. Ті й інші намагаються знайти помилки і неточності в дослідженнях своїх опонентів.
У 2005 році Американська психологічна асоціація (APA) випустила огляд 67 досліджень (59 опублікованих статей і 8 неопублікованих дисертацій), які розглядають потенційні негативні наслідки для дитини гомосексуальності його батьків. На основі аналізу цих досліджень зроблено висновок, що жодне з досліджень не показало, що діти, виховувані батьками-геями або батьками-лесбійками є в несприятливому положенні в порівнянні з дітьми гетеросексуальних батьків.
Незважаючи на це, опоненти подібної практики усиновлення і виховання стверджують, що благополуччя дитини в таких союзах є під загрозою, так як, на їхню думку, існує зв'язок між гомосексуальністю і педофілією (хоча наукового підґрунтя данна теза не має), а також через те, що в таких сім'ях відсутня рольова модель протилежної статі.

### Вплив на загальний розвиток дитини
Американська психологічна асоціація підтримала усиновлення і виховання дітей в одностатевих парах своїми офіційними заявами від 2004 року. Американська медична асоціація випустила аналогічну заяву, що підтримує практику усиновлення дітей одностатевими парами, а також закликає своїх членів боротися за усунення нерівності у сфері охорони здоров'я для таких дітей.
У 2007 році соціологами Амстердамського університету (Нідерланди) було проведено дослідження 100 гетеросексуальних і 100 лесбійських пар, в яких діти 4-8 років виховувалися від самого народження. Кількість хлопчиків і дівчаток у досліджуваних групах був приблизно однаковим. В результаті дослідження виявилося, що виявити різницю між рівнем благополуччя дітей в цих сім'ях не вдається. У 2016 році дослідники з Амстердамського університету при спільній роботі з Колумбійським університетом (США) опублікували нове дослідження, порівнюючий 95 лесбійських сімей з 95 різностатевими сім'ями з дітьми у віці від 6 до 17 років. Респонденти відбиралися з репрезентативного американського дослідження National Survey of children's Health, що проводилося в 2011-2012 роки. Дослідники вивчали взаємини дітей і батьків, стан здоров'я дітей, рівень стресу у батьків, успішність дітей в школі, емоційні труднощі дітей. Результати дослідження показали практично повну відсутність яких-небудь відмінностей між показниками лесбійських сімей та показниками гетеросексуальних сімей. Єдиною відмінністю був виявлений рівень стресу, який виявився дещо вищим у лесбійській сім'ї. Відмінною особливістю даного дослідження стало виключення з нього дітей, що пережили розлучення батьків і дітей, народжених у попередніх відносинах, таким чином порівнювалися лише діти, які виховувалися в стабільних партнерських відносинах. Чоловічі пари з дітьми також були виключені з дослідження на увазі їх досить невеликої кількості.
В 2009 році великомасштабне вивчення умов виховання дітей в одностатевих сім'ях було проведено в Німеччині за наказом Федерального міністерства юстиції на базі Баварського державного інституту вивчення сім'ї Бамбергського університету та Державного інституту ранньої педагогіки у Мюнхені, що містило аналогічні висновки про відсутність різниці у розвитку дітей в одностатевих і різностатевих сім'ях. В 2009 році було також опубліковано вивчення університетів Арлінгтона та Східної Каліфорнії, що показало, що сексуальні уподобання батьків не мають ніякого впливу на розвиток емоційних проблем в усиновлених дітей.
В опублікованому в 2014 році доповіді Інституту сімейних досліджень Австралії говориться, що діти в таких сім'ях так само емоційно і соціально розвинені, як і їх однолітки, які виховуються гетеросексуальними парами. До аналогічних висновків дослідники прийшли та розглядаючи розвиток з точки зору здатности дітей до навчання. Більш того, деякі дослідники прийшли до висновку, що діти, які виховуються лесбійськими парами, отримують з боку батьків виховання більш високої якості порівняно з вихованням їх однолітків, що ростуть у різностатевих і чоловічих парах.
Як вказував в 2010 році Майкл Розенфелд з Стенфордського університету, ні в одній з 45 раніше опублікованих в науковій літературі робіт, присвячених проблемі гомосексуальних батьків, не знайдено жодних статистично значущих недоліків у дітей, вихованих батьками-геями або батьками-лесбійками порівняно з іншими дітьми. Успішне навчання в початковій школі є корисним та об'єктивним критерієм розвитку дитини. Результати досліджень підтверджують, що діти з одностатевих пар, по всій видимості, не мають якихось вад розвитку. При порівнянні студентів, діти, виховані в одностатевих парах, у рамках статистичної імовірності не відрізняються від дітей гетеросексуальних подружніх пар.
Ряд організацій дотримуються протилежної думки щодо можливих ризиків для дітей, які виховуються в одностатевих сім'ях. Так, згідно з American College of Pediatricians, діти, що живуть під впливом гомосексуального способу життя, піддаються більш високому ризику отримання емоційних, інтелектуальних і фізичних травм, а також перебувають у гіршому по ряду критеріїв становищі порівняно з дітьми, вихованими гетеросексуальними сімейними парами. Серед таких критеріїв відзначається підвищений ризик зіткнутися з сексуальними дисфункціями, можливість опинитися втягнутими в сексуальні експерименти і прийняти одностатеву сексуальну самоідентифікацію, що надалі пов'язане з ризиком психічних проблем у вигляді депресії, розладів психіки, суїцидальних ідей і самогубства. American College of Pediatricians створений педіатрами, що вийшли зі складу Американської педіатричної асоціації після того, як остання заявила про підтримку права одностатевих родин на усиновлення дітей. Варто зазначити, що данна організація була неодноразово звинувачена у нехтуванні науковими даними задля просування власних політичних інтересів.
На думку дослідника Лорена Маркса, існує упередженість обраних для огляду статей під час досліджень Американської психологічної асоціації; ні в одному з вибраних для огляду досліджень не міститься достатньо великої вибірки для статистично значущого результату, у багатьох відсутня коректна гетеросексуальна вибірка, необхідна для порівняння та отримання висновків і тощо.

### Звинувачення гомосексуальних батьків у розбещенні дітей
Наприклад, в огляді публікацій, проведеному консервативною християнською організацією під назвою «Family Research Council», стверджується, що існує зв'язок між чоловічою гомосексуальністю і педофілією і що з цієї причини побоювання щодо загроз нормальному вихованню дітей в одностатевих парах в цілому виправдані.
Однак, це твердження не підтверджується висновками звіту «Американського об'єднання за цивільні свободи» (American Civil Liberties Union, сокр. ACLU), в яких говориться, що велика кількість опублікованих соціологічних досліджень встановило ймовірність «порівняльної нормальності» дітей, що виросли в одностатевому оточенні. При порівнянні таких дітей з дітьми різностатевих батьків не виявлено відмінностей в «ступеня популярності, соціальної адаптованості, гендерної поведінкової ролі, гендерної ідентичності, кмітливості, самоприняття, в емоційних проблемах, інтерес до шлюбу і виховання, в самоконтролі, моральному розвитку, незалежності, функції его, об'єктивних відносинах або самооцінці».

### Статеві рольові моделі
Деякі опоненти усиновлення в одностатевих парах задаються питанням, чи зможе таке оточення надати дитині адекватні гендерні ролі. Суть подібних заперечень зводиться до того, що без чоловічої або жіночої рольової моделі діти не зможуть правильно розвинутися і втілити ці ролі в своїх майбутніх гетеросексуальних стосунках, якщо такі будуть.
Дослідження, проведене групою вчених з США, встановило що діти росли в сім'ї з двома матерями ведуть себе згідно стереотипним статевим ролям. Серед таких дітей спостерігається лише деяка розмитість в ігрових уподобаннях (за типом «ляльки проти автомобілів»), а також у стереотипних гендерних уявлень про кар'єрні прагнення.
Серед фахівців досягнуто згоди, що сімейне оточення, що складається з одного з батьків, що позначається на дитині гірше, ніж сім'я, що складається з двох.[джерело не вказане 4248 днів] Розвиток цієї тези використовується багатьма групами, що протидіють усиновленню в одностатевих сім'ях. Наприклад, доктор Джеймс Добсон (James Dobson), засновник консервативної організації «Focus on the Family», що захищає традиційні сімейні цінності, посилається на існування «сотень, якщо не тисяч, статей і досліджень, що демонструють, що діти найкраще себе почувають в сім'ї з матір'ю і батьком, показує їм рольові моделі і відданість одне одному».
Прихильники захисту традиційних сімейних цінностей вважають, що діти розвиваються гармонійніше, якщо вони виховуються у сім'ї з вираженими гендерними ролями — маскулінній і фемінинній відповідно — батька і матері. Про це також пише Річард Дойл у своєму «Чоловічому маніфесті». Він вважає, що розлучення, неповні сім'ї або сім'ї з гомосексуальними партнерами розглядаються як більш істотна загроза розвитку дитини, ніж проживання в повній сім'ї з частими конфліктами між батьками, або в таких, де обоє батьків є слабкими зразками для наслідування[неавторитетне джерело].
Відповідний аргумент про те, що одностатева сім'я для дитини непридатна, ґрунтується на припущенні, що діти з одним батьком страждають через відсутність однієї рольової моделі, але на думку ACLU, причина насправді може полягати в дефіциті батьківського піклування та брак уваги, що спостерігається в сім'ї з одним батьком. У звіті ACLU висловлюється думка, що неясно, яким чином дослідження сімей з одним батьком пов'язані в цьому світі з припущеннями про якість виховання в одностатевій парі з двома батьками.

### Сексуальна орієнтація дітей
Іншим аргументом проти виховання дітей в одностатевих парах є сумнів, чи не стануть діти копіювати сексуальну орієнтацію батьків і не будуть вони більше схильні гендерної дисфорії, ніж інші. Результати досліджень близнюків дозволяють зробити припущення, що на формування орієнтації впливає сукупність якихось біологічних факторів і факторів навколишнього середовища[джерело не вказане 4144 дні], хоча на даний момент серед фахівців відсутня згода щодо того, які конкретно ці фактори.
Серед людей, які у свідомому віці ідентифікують себе як гомосексуали, переважна більшість виховано різностатевими батьками. Результати ряду опублікованих наукових досліджень, які порівнюють дітей, яких виховували дві матері з дітьми, що виховувалися матір'ю і батьком, не виявили зв'язку між типом сім'ї та виникненням у дітей згодом гомосексуальної орієнтації.
Деякі дослідження показують, що діти, виховувані лесбійками, демонструють найвищі показники соціальної адаптації, навчання та загального розвитку, ніж їхні однолітки від різностатевих шлюбів.

### Дослідження Марка Регнеруса
У 2012 році Марк Регнерус, доктор соціології, ад'юнкт-професор в університеті Техасу в Остіні (США), закінчив півторарічне наукове дослідження на тему «Як відрізняються дорослі діти, батьки яких мають одностатеві взаємини». Згідно з результатами дослідження, діти, які виховувались в сім'ях, в яких хоча б один з батьків мав одностатеві стосунки, мають «численні, послідовні відмінності, особливо між дітьми жінок, які мали лесбійські стосунки і тими дітьми, хто зріс в сім'ї складалися в гетеросексуальному шлюбі біологічних батьків» (див. також). Серед іншого в результатах було відзначено, що діти з одностатевих пар більш схильні до депресії, а їх батьки частіше отримують соціальну допомогу.
Методологія, зокрема, змішання в один гурт людей, у чиїх батьків був випадковий гомосексуальний досвід, разом з тими, хто виховувався в одностатевій сім'ї, і результати дослідження були жорстко розкритиковані прихильниками усиновлення дітей одностатевими парами і вченими, хоча сам Регнерус стверджує, що орієнтація батьків ніяк не впливає на батьківські здібності людини, і виявлені відмінності, ймовірно, частково викликані недоліком підтримки одностатевих сімей у суспільстві. В роботі окремо зазначено, що «дослідження не є лонгітюдним, і не може бути використане для встановлення причинно-наслідкових зв'язків».
Більше двохсот учених зі ступенями PhD і MD, включаючи президента Американської Соціологічної Асоціації та її президента, написали відкритого листа, в якому висловили претензії до «доказовості статистичної обробки» роботи Регнеруса і звинуватили в помилковості його висновки.
Є дані, що свідчать про те, що саме дослідження було створено за вказівкою консервативного Уїзерспунського інституту для маніпуляції громадською думкою.
Серед 3 000 дітей, які брали участь у дослідженні Регнеруса, всього дві дитини виховувалися одностатевими батьками протягом значного періоду життя, обидва — в сім'ях лесбійок.

## Правове регулювання усиновлення дітей одностатевими парами

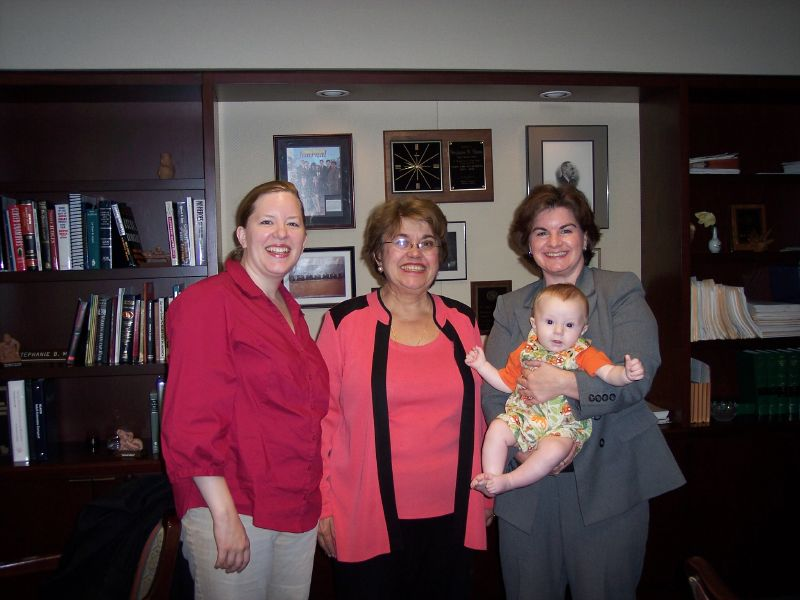
Одностатева сім'я після підписання документів про усиновлення

З причини того, що обидва партнери не можуть бути біологічними батьками дитини, спільне батьківство можливо лише через проходження процедури усиновлення рідної дитини одного партнера другим партнером. Дозвіл такого усиновлення залежить від конкретної держави. В деяких країнах, де таке усиновлення не дозволено, другий партнер може оформити опіку дитину, яка дозволяє йому здійснювати батьківські права та обов'язки в обмеженій формі.
Питання спільного усиновлення дітей одностатевими парами є темою запеклих суспільних дискусій. Законодавство щодо вирішення такого усиновлення істотно розрізняється в різних країнах. Як правило, дозвіл подібного усиновлення є в країнах, що легалізували ту чи іншу форму одностатевих союзів. При цьому існує ряд країн, що легалізували одностатеві шлюби або партнерства, у яких спільне усиновлення дітей не дозволено або заборонено до недавнього часу.